# Studentischer Akkreditierungspool
Der Studentische Akkreditierungspool ist die Organisation der Studierenden in Akkreditierungsverfahren in Deutschland. Der Akkreditierungspool schult Studierende als Gutachter für Akkreditierungs- und Evaluationsverfahren und bezeichnet sich selbst als einzige legitimierte Organisation für die Entsendung studentischer Peers in Qualitätssicherungsverfahren an Hochschulen.

## Organisation
Die Abwicklung der Rechtsgeschäfte des Pools erfolgt über den freien zusammenschluss von studentInnenschaften (fzs) in Berlin.
Studierende erwerben die Mitgliedschaft im Pool über die Teilnahme an einer Gutachterschulung und die Entsendung durch eine sogenannte pooltragende Organisation; neben dem fzs sind dies die Landesstudierendenvertretungen und die Bundesfachschaftentagungen. Durch diese Anbindung soll die fachliche Kompetenz der Gutachter und der Austausch untereinander gewährleistet werden. Das oberste beschlussfassende Organ des Akkreditierungspools ist das Poolvernetzungstreffen (PVT), bei dem alle pooltragenden Organisationen stimmberechtigt sind.
Für die Ausführung der Beschlüsse der PVTs und die Vertretung des Pools nach außen existiert der Koordinierungsausschuss des studentischen Akkreditierungspools (KASAP). Die studentischen Mitglieder des Akkreditierungsrats werden durch den Pool nominiert und sind qua Amt auch Mitglieder des Koordinierungsausschusses.
Die Finanzierung des Pools erfolgt größtenteils durch die Akkreditierungsagenturen.

## Mitwirkung bei Akkreditierungsverfahren
Akkreditierungsagenturen können über den Akkreditierungspool studentische Peers für Akkreditierungs- und Qualitätssicherungsverfahren benennen lassen. Die Teilnahme von studentischen Gutachtern bei Akkreditierungsverfahren ist in Deutschland durch den Akkreditierungsrat vorgeschrieben und auch auf europäischer Ebene ein erklärtes Ziel.
Um die fachliche Qualität der studentischen Gutachter sicherzustellen, werden diese durch den Pool geschult. Inhalte der Schulung sind u. a. rechtliche Grundlagen der Akkreditierung, der Aufbau des Akkreditierungssystems, die Ziele des Bologna-Prozesses und Fallbeispiele. Außerdem muss jeder Gutachter durch eine pooltragende Organisation entsendet und legitimiert werden.
Aufgabe der Studierenden ist es dabei vor allem sicherzustellen, dass akkreditierte Studiengänge studierbar sind – also etwa eine angemessene Anzahl an Prüfungen haben, genügend Freiräume für Auslandssemester und -praktika enthalten, die Arbeitsbelastung den Vorgaben entspricht und der Studiengang über die reine Vermittlung von Faktenwissen hinausgeht. Durch die Möglichkeit, entsprechende Gutachten zu verfassen, wird den Studierenden hier eine relativ weitgehende Mitgestaltungsmöglichkeit eröffnet.
Problematisch ist, dass nicht von allen Fächergruppen und Hochschultypen eine ausreichende Anzahl studentischer Gutachter im Pool organisiert sind. Insbesondere fehlen Fachhochschulstudierende und Studierende der Kunst- und Musikhochschulen.